# Дзвони, що б'ють на сполох
«Дзвони, що б'ють на сполох» («Campane a martello») — італійська кінодрама 1949 року, знята режисером Луїджі Дзампою, з Джиною Лоллобриджидою і Едуардо де Філіппо у головних ролях.

## Сюжет
Агостіну, яка у важкі повоєнні роки заробляла собі на життя проституцією, влада висилає на батьківщину, в маленьке містечко поблизу Неаполя. Але ощадлива дівчина встигла зібрати собі пристойний за місцевими мірками капітал — майже півтора мільйона лір, які зберігаються у священика міської парафії. Ось тільки за час відсутності Агостіни старий дон Джованні помер, а новий падре — дон Андреа, на надіслані дівчиною гроші відкрив притулок для сиріт війни. Але тепер кошти скінчилися, діти голодують, а жителі рідного містечка урочисто зустрічають Агостіну та її подругу — адже дон Андреа створив легенду про неймовірне багатство їхньої землячки. Дівчина опиняється перед важким вибором — будь-що-будь вимагати гроші назад і позбавити дітей останньої надії або спробувати хоч чимось допомогти нещасним.

## У ролях
- Джина Лоллобриджида: Агостіна Бортолоцці
- Едуардо де Філіппо: Дон Андреа
- Івонн Сансон: Австралія
- Карло Романо: Маршал
- Карло Джустіні: Марко
- Клелія Матанія: Б'янка
- Агостіно Сальв'єтті: мер
- Ернесто Альміранте: землевласник
- Джино Сальтамеренда: м'ясник
- Сальваторе Арчідіаконо: аптекар
- Ада Коланджелі: Франческа
- Карло Пізакане: Філіппо, ризничий
- Вітторія Феббі: Конні
- Франческо Санторо: Франко
- Паскуале Мізіано: водій вантажівки

## Знімальна група
- Режисер: Луїджі Дзампа
- Сценарій: П'єро Телліні
- Продюсер: Карло Понті
- Оператор: Карло Монтуорі
- Композитор: Ніно Рота
- Художник: П'єро Герарді
- Монтаж: Еральдо да Рома
- Костюми: П'єро Герарді